# Epilampra caizana
Epilampra caizana är en kackerlacksart som beskrevs av Giglio-Tos 1897. Epilampra caizana ingår i släktet Epilampra och familjen jättekackerlackor.
Artens utbredningsområde är Bolivia. Inga underarter finns listade i Catalogue of Life.